# Blasentang

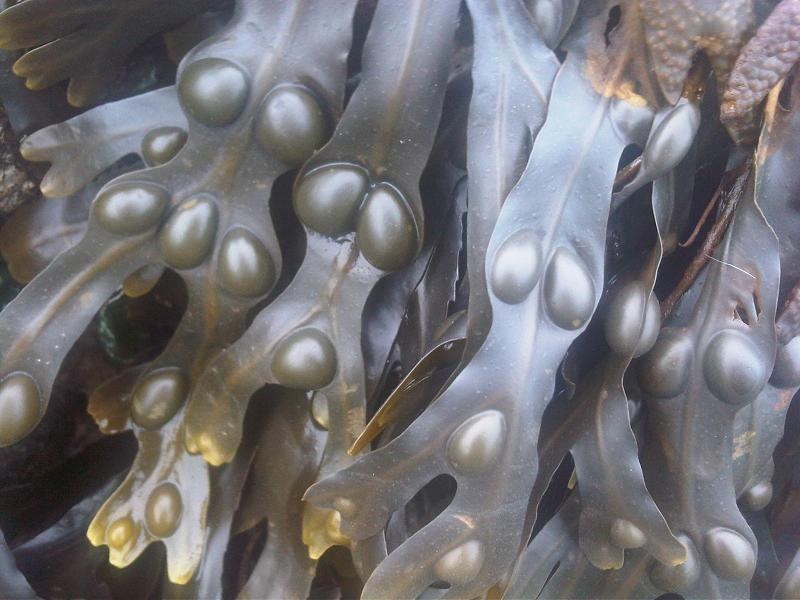
Thallus mit Gasblasen

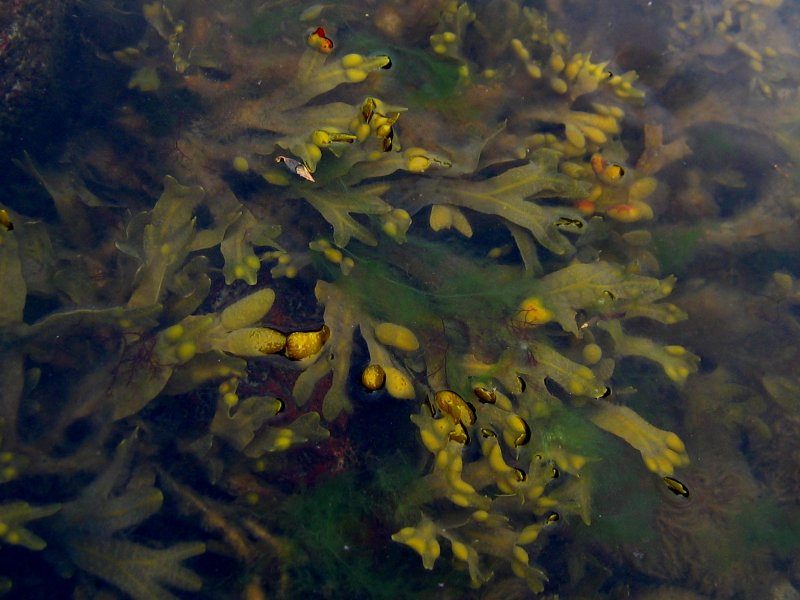
Wuchsform unter Wasser

Konzeptakel mit ostiole, mikroskopische Vergrößerung eines etwa 0,3 mm großen Ausschnitts

Der Blasentang (Fucus vesiculosus) ist eine im Nordatlantik sowie in der Nord- und Ostsee weit verbreitete Braunalge. Er wird unter anderem als Heilmittel verwendet. Seine Bestände in der Ostsee sind in den letzten Jahren drastisch zurückgegangen.

## Beschreibung
Der Blasentang ist eine mehrjährige Großalge (Seetang) mit einer Länge von meist 10 bis 30 cm (selten länger). An der Basis ist er mit einer Haftplatte mit dem Untergrund verbunden. Der lederartig derbe, braungrüne Thallus ist abgeflacht, in einer Ebene gabelig verzweigt und von einer Mittelrippe durchzogen. Kennzeichnend und namensgebend sind die Gasblasen, die beidseitig der Mittelrippe paarig angeordnet sind und in den Gabelungen einzeln stehen. Sie verleihen der Alge Auftrieb im Wasser. Den Blasentang bedeckt eine Schleimschicht, die ihn bei Ebbe vor Austrocknung schützt.

### Vermehrung
Fucus-Arten sind Diplonten ohne Generationswechsel. Im Sommer finden sich an den Thallusenden geschwollene Fruchtkörper mit gallertigem Inhalt und warziger Oberfläche. Diese so genannten Rezeptakeln enthalten krugförmig eingesenkte Konzeptakeln, in denen die Gameten, Eizellen und Zoosporen gebildet werden. Männliche und weibliche Gameten werden beim Blasentang auf verschiedenen Thalli gebildet (Diözie). Bei ansteigender Flut treten die Geschlechtszellen durch die porenartigen Öffnungen der Konzeptakeln aus. Die Eizellen sondern ein Pheromon (Fucoserraten) ab, das die Samenzellen anlockt.
Die Gameten sind maximal zwei Stunden lebensfähig und breiten sich höchstens 2 bis 10 Meter weit aus.
Die befruchtete Zygote setzt sich fest und wächst zu einem neuen diploiden Thallus heran.
Die Hauptreifezeit reicht von September bis Mai. Im Juni und Juli degenerieren die vorjährigen Fruchtkörper und an den Thallusenden entstehen neue Rezeptakeln.

## Vorkommen
Das Verbreitungsgebiet des Blasentangs umfasst die Küstenregionen des Atlantik. Von Nordeuropa, der Nordsee und Ostsee ist er bis zu den Kanarischen Inseln und Marokko verbreitet. In Amerika kommt er von Kanada bis zur Karibik vor, auch an der Küste von Brasilien wurde er gefunden.
Er wächst in der Brandungszone und oberen Gezeitenzone auf festem Untergrund wie Felsen, Steinen und Holz.
An der deutschen Nordsee (Deutsche Bucht) gibt es größere Bestände vor allem bei Helgoland. Im Wattenmeer ist der Blasentang auf Mauern und Muschelbänke beschränkt.

### Rückgang in der Ostsee
An der deutschen Ostseeküste war der Blasentang bis zum 20. Jahrhundert auf Hartsubstrat überall verbreitet und kam bis in Meerestiefen von 14 Metern vor. Seit 2004 wurde hier, insbesondere in der Mecklenburger Bucht, ein extremer Rückgang beobachtet. Heute findet man nur noch wenige einzelne Tange und nur noch zwei Bestände (Wustrow und Salzhaff), die auf den Flachwasserbereich bis maximal 2 m Wassertiefe beschränkt sind. Dieser Rückgang konnte weder durch den Salzgehalt des Wassers noch durch die Verfügbarkeit von Licht oder Hartsubstrat erklärt werden. Als Ursache dafür werden Raumkonkurrenz mit Miesmuscheln, Fraß durch Isopoden oder Schädigung der Keimzellen durch Ölverschmutzung angenommen.
Auch in der Kieler Bucht wachsen die meisten Tange nur noch in einer Tiefe von 2 Metern, einzelne Exemplare kommen bis 3,5 Meter Tiefe vor. Die potentiell durch das Licht ermöglichte Wachstumsgrenze wurde hier bei 4 bis 6 Metern Tiefe ermittelt. Es wird vermutet, dass der Bewuchs durch Algen oder aufsitzende Rankenfußkrebse die Tange beschattet und somit das Vordringen in größere Tiefen verhindert.

## Ökologie
Die Meerasseln der Gattung Idotea fressen an den Tangen.
Der Tallus des Blasentangs wird von aufsitzenden Algen besiedelt (Epiphyten), beispielsweise von Ceramium und Enteromorpha sowie Elachista fucicola. Als aufsitzende Tiere treten Vielborster (Polydora) und Rankenfußkrebse (Balanus improvisus) auf, letztere können besonders in größerer Wassertiefe die Tange fast vollständig überziehen.

## Trivialnamen
Volkstümlich wurde der Blasentang auch Meereseiche, See-Eiche, Bläretung, Höckertang, Schweinetang, Klever, Steinklever oder schlicht Tang genannt.

## Systematik
Die Erstbeschreibung von Fucus vesiculosus erfolgte 1753 durch Carl von Linné in Species Plantarum, Band 2, S. 1158. Diese Art ist die Typusart (Lectotypus) der Gattung Fucus.
Synonyme von Fucus vesiculosus L. sind Halidrys vesiculosus (L.) Stackh. und
Virsodes vesiculosum (L.) Kuntze. Als weitere Synonyme gelten Fucus axillaris var. subecostatus J. Agardh, Fucus axillaris f. balticus (C. Agardh) Kjellm., Fucus balticus C. Agardh, Fucus divaricatus L., Fucus excisus Forsskål und
Fucus inflatus L.
Vom Blasentang existiert auch eine Form ohne Gasblasen, die an stark der Brandung ausgesetzten Stellen vorkommt.
Folgende Varietäten von Fucus vesiculosus werden unterschieden (Guiry in Algaebase, 2012):
- var. compressus Kjellm.
- var. vadorum Aresch.
- var. linearis (Huds.) Kützing
- var. volubilis Goodenough & Woodward
- f. mytili (Nienburg) Nienhuis

## Nutzung
Blasentang wird vielseitig als Tiernahrung, Nahrungsmittelzusatzstoff, in der Düngemittel-Industrie, für industrielle Anwendungen und Lebensmittelverarbeitung verwendet. Die Ernte erfolgt ausschließlich aus Wildbeständen. Die angegebene Erntemenge (2005: 84 t) scheint im Vergleich mit anderen Seetang-Arten vergleichsweise gering.

### Inhaltsstoffe
Blasentang enthält bis zu 0,1 bis 0,5 % Iod, außerdem Brom, Beta-Carotin, Alginsäure, Polyphenole mit antibiotischer Wirkung, Xanthophylle (Fucoxanthin), Polysaccharide und pektinartige Schleimstoffe. Für den Schleimstoff Fucoidan wurde eine immunstimulierende Wirkung bei Krebs nachgewiesen. Außerdem besitzt der Blasentang einen hohen Gehalt an Mineralstoffen und Spurenelementen. Wie alle Algen reichert er aber auch Arsen und Schwermetalle wie Blei und Cadmium an, die in den zubereiteten Produkten nachweisbar sind.

### Medizinische Verwendung
Die Pharmaindustrie verwendet Blasentang zur Gewinnung von Alginaten. Der Blasentang wird in Irland und Frankreich zur Herstellung von Seetang-Extrakt für Kosmetikprodukte genutzt. Als Tangbäder werden die getrockneten Algen auch in der Thalassotherapie eingesetzt.
Aufgrund seines hohen Jodgehaltes wurde Blasentang seit dem 17. Jahrhundert zur Kropfbehandlung angewendet. In der Pflanzenheilkunde wird er bei Schilddrüsenunterfunktion, Heuschnupfen, Arterienverkalkung und Schuppenflechte eingesetzt. Um eine Überdosierung mit Iod zu vermeiden, darf er nicht bei Schilddrüsenüberfunktion sowie in der Stillzeit und Schwangerschaft eingenommen werden.
Da vermutet wurde, dass die Wirkstoffe des Blasentangs den Grundumsatz erhöhen, wurde er seit der Mitte des 19. Jahrhunderts auch zur Behandlung von Adipositas eingesetzt.

### Weitere Nutzung
In Schottland wurde Blasentang als Dünger verwendet. Heute werden aus ihm Mikro-Nährstoffe für Futtermittel bei der Tierhaltung gewonnen.
Lokal wird Blasentang auch als Verpackungsmaterial für die Hummerzucht und den Transport von Pierwürmern genutzt. Eine mögliche Verwendung als Brennstoff (nachwachsender Rohstoff) wird untersucht.